# Harry Potter et les Méthodes de la rationalité
Harry Potter et les Méthodes de la rationalité (en anglais Harry Potter and the Methods of Rationality), souvent abrégé HPMOR, est une « potterfiction » écrite par Eliezer Yudkowsky. L'histoire originale de Harry Potter y est adaptée en appliquant la méthode scientifique à l'univers de fiction de l'auteur J. K. Rowling. Le roman a été publié épisodiquement en ligne entre 2010 et 2015.

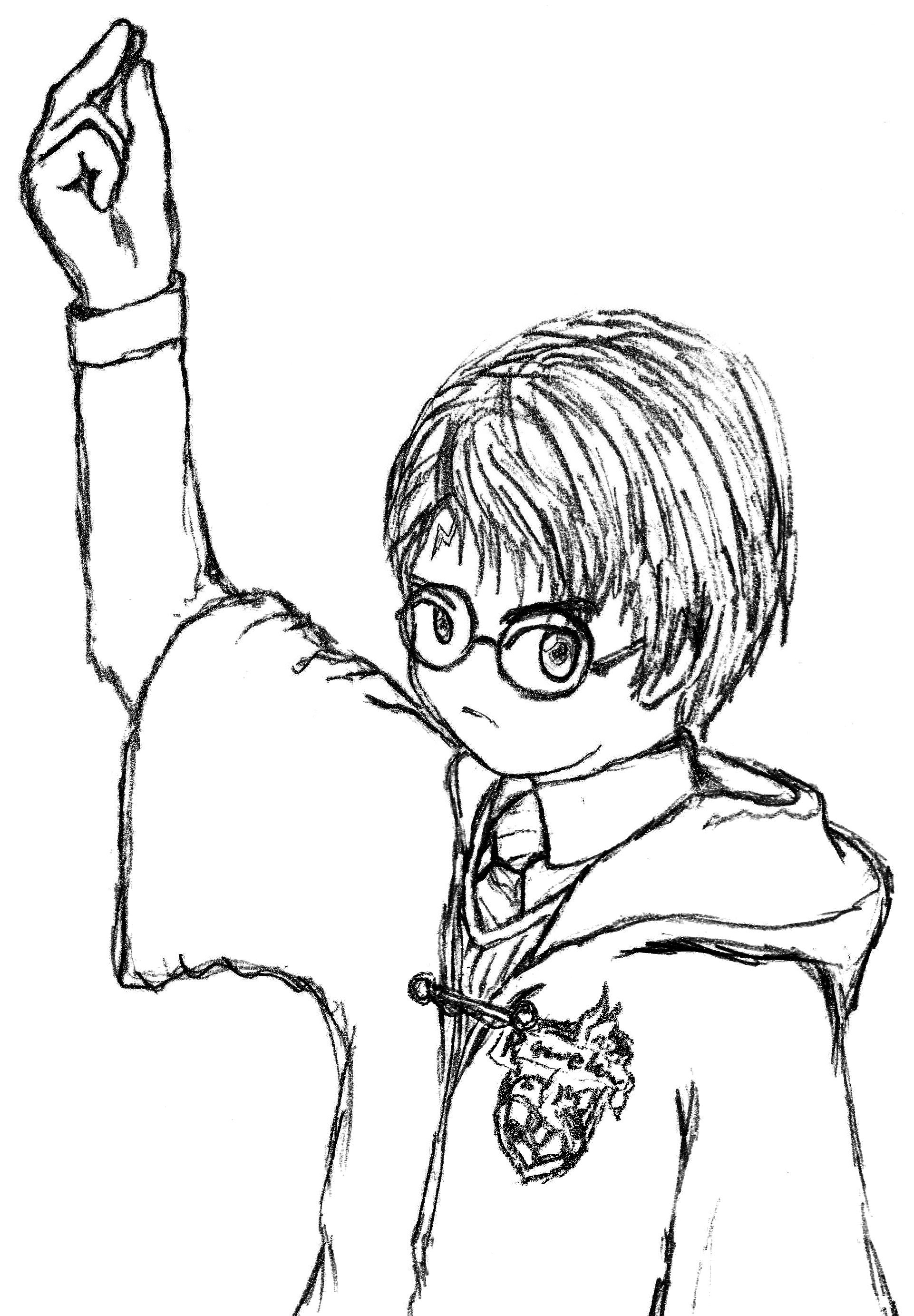
Dessin de fan inspiré de la fiction de Yudkowsky.

En 2018, une traduction russe est publiée sur papier à la suite d'un projet de financement participatif collectant un montant record pour la Russie (environ 175 000 $),,.

## Synopsis
Contrairement aux livres de J. K. Rowling, dans lesquels Harry Potter, orphelin, est élevé au sein de la famille Dursley, le personnage principal de HPMOR est éduqué par un professeur d'Oxford. Avant de se rendre à l'école de sorciers de Poudlard, Harry est formé par ses parents aux sciences et à la pensée rationnelle, ce qui le rend capable d'évaluer de manière critique les événements ayant cours. Selon une étude dans le Hindustan Times, HPMOR est « l'histoire d'un penseur autour de la magie et de l'héroïsme », et le conflit entre le bien et le mal y est dépeint comme une bataille entre la connaissance et l'ignorance. Le livre ne dure qu'une seule année, soit la durée d'un seul volume de l'heptalogie de J. K. Rowling.

## Accueil

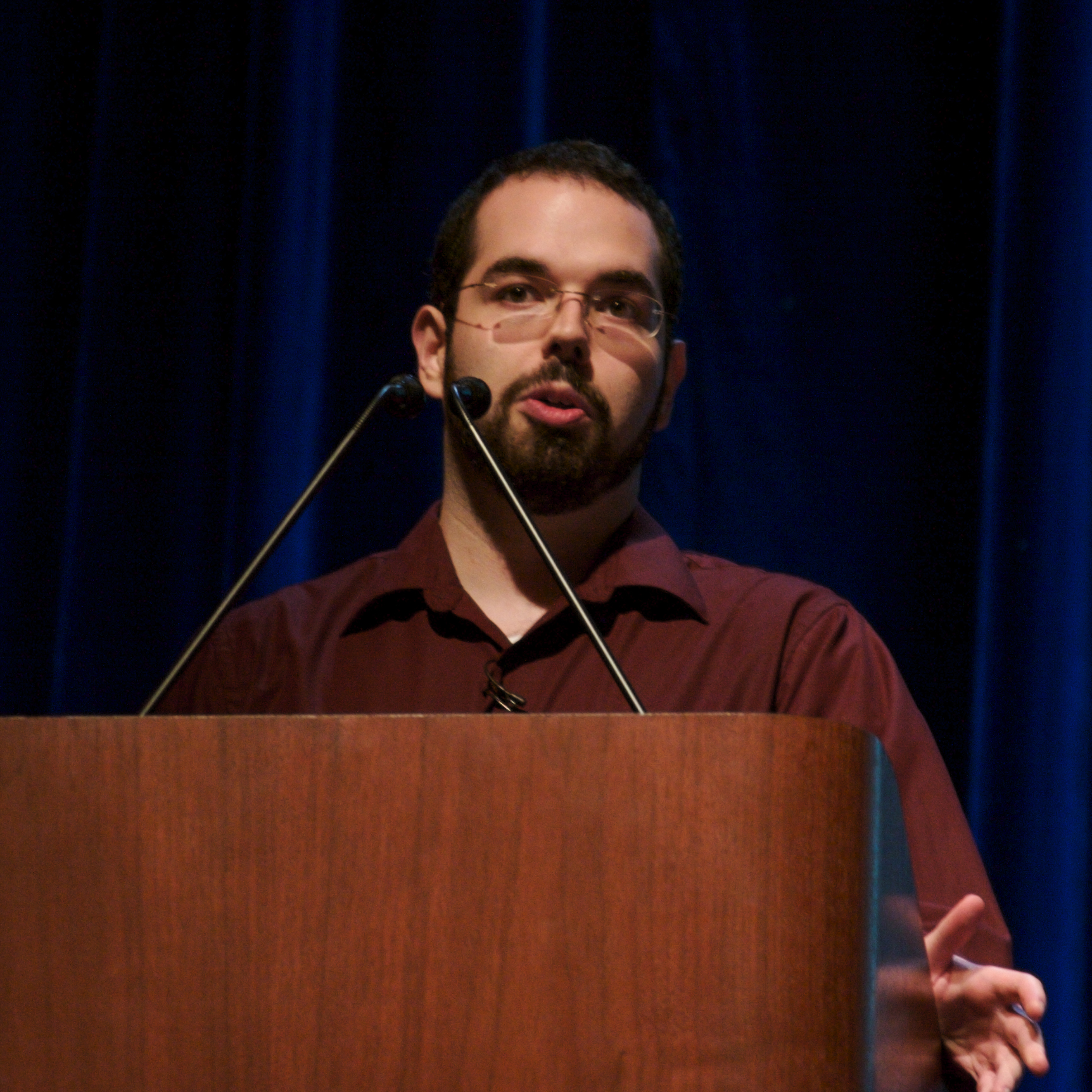
Eliezer Yudkowsky lors d'une présentation à Stanford, 2006

HPMOR a reçu une critique favorable de la part de l'auteur de science-fiction David Brin et de l'auteur de fantasy Rachel Aaron (en). Selon The Atlantic, HPMOR a « provoqué de vives réactions dans la communauté des fanfictions, s'attirant à la fois réprobations et louanges ».